# (33808) 1999 XD114
1999 XD114 (asteroide 33808) é um asteroide da cintura principal. Possui uma excentricidade de 0.08045200 e uma inclinação de 15.88822º.
Este asteroide foi descoberto no dia 11 de dezembro de 1999 por LINEAR em Socorro.